# ADME
ADME — аббревиатура, означающая «абсорбция, распределение, метаболизм и выведение» в фармакокинетике и фармакологии и описывающая расположение фармацевтического соединения в организме. Все эти четыре критерия влияют на уровень и кинетику воздействия лекарства на ткани и, следовательно, влияют на эффективность и фармакологическую активность соединения как лекарственного средства. Иногда учитываются также высвобождение и/или токсичность, в результатe чего образуются аббревиатуры LADME, ADMET или LADMET.

Процессы в фармакокинетике

## Компоненты

### Абсорбция
Чтобы соединение достигло ткани, обычно оно должно попасть в кровеносное русло — часто через слизистые поверхности, например кишечный тракт — прежде чем достичь клеток-мишеней. Такие факторы, как плохая растворимость соединения, время опорожнения желудка, время прохождения через кишечник, химическая нестабильность в желудке и неспособность проникать через кишечную стенку, могут снизить степень всасывания препарата после перорального приема. Абсорбция в решающей степени определяет биодоступность соединения. Препараты, которые плохо всасываются при пероральном приеме, должны вводиться другим более предпочтительным способом, например внутривенно или путем ингаляции (например, занамивир). Пути введения являются важным фактором для обеспечивания доставки лекарства.

### Распределение
Соединение должно быть доставлено к месту воздействия, чаще всего через кровоток. Оттуда соединение может распространяться в мышцах и органах, обычно в разной степени. После попадания в системный кровоток либо путем внутривенной инъекции, либо путем абсорбции из различных внеклеточных участков препарат подвергается многочисленным процессам распределения, которые имеют тенденцию снижать его концентрацию в плазме.
Распределение определяется как обратимый перенос лекарственного средства из одного компартмента в другой. Некоторые факторы, влияющие на распределение лекарств, включают скорость регионарного кровотока, размер молекулы, полярность и связывание с белками сыворотки, образующими комплекс. Распределение может стать серьёзной проблемой для некоторых естественных барьеров, таких как гематоэнцефалический барьер.

### Метаболизм
Соединения начинают разрушаться, как только они попадают в организм. Бо́льшая часть метаболизма мелкомолекулярных лекарств осуществляется в печени окислительно-восстановительными ферментами, называемыми ферментами цитохрома P450. В процессе метаболизма исходное (родительское) соединение преобразуется в новые соединения, называемые метаболитами. Когда метаболиты фармакологически инертны, с помощью метаболизма дезактивируется введенная доза исходного препарата, что обычно снижает его воздействие на организм. Метаболиты также могут быть фармакологически активными, иногда более активными, чем исходный препарат (см. пролекарство).

### Выведение
Соединения и их метаболиты должны быть удалены из организма путем выведения, обычно через почки (моча) или с калом. Если выведение не завершено, накопление чужеродных веществ может негативно повлиять на нормальный обмен веществ.
Существует три основных места, через которые происходит выведение лекарств. Почки являются наиболее важным органом, с помощью которого продукты метаболизма выводятся с мочой. Билиарная экскреция или фекальная экскреция — это процесс, который начинается в печени и проходит через кишечник, пока препараты окончательно не выводятся вместе с отходами жизнедеятельности или калом. Последний основной способ выделения — через легкие (например, анестезирующие газы).
Выведение лекарств почками включает три основных механизма:
- гломерулярная фильтрация несвязанного препарата;
- активное выделение (свободного и связанного с белком) лекарства с помощью транспортеров (например, анионов, таких как урат, пенициллин, глюкуронид, сульфатные конъюгаты или катионов, таких как холин, гистамин);
- фильтрат в стократных концентрациях находится в канальцах для создания благоприятного перепада концентрации, чтобы он мог быть выделен путем пассивной диффузии и выведен через мочу.

## Токсичность
Иногда учитывается потенциальная или реальная токсичность соединения (ADME-Tox или ADMET). Параметры, используемые для характеристики токсичности, включают среднюю летальную дозу (LD 50) и терапевтический индекс.
Химики-вычислители пытаются предсказать ADME-токсические свойства соединений с помощью таких методов, как QSPR или QSAR.
Способ введения оказывает решающее влияние на ADME.